# ID&T
ID&T är ett nederländskt företag baserat i Amsterdam som anordnar större dansevenemang, musikfestivaler och fester. Företaget grundades 1992 av Irfan van Ewijk, Duncan Stutterheim och Theo Lelie vars initialbokstäver bildar företagets namn, ID&T.
De tre grundarna hade erfarenhet av att organisera fester och 1992 gick de ihop och organiserade The Final Exam som hölls på Utrecht Conference Center med över 10 000 deltagare. Efter den framgångsfulla starten så fortsatte man att arrangera större evenemang som Thunderdome, Mystery Land och Global Hardcore Nation.
Mot slutet av 1990-talet blev det aktuellt att ändra inriktning på företaget. Fram till dess hade man huvudsakligen arrangerat Hardcore-fester men dess popularitet dalade under den andra halvan av nittiotalet. 1999 arrangerade man festen Innercity i Amsterdam, företagets första utan inriktning mot hardcore.
Nästan tio år efter Innercity är ID&T den största arrangören av dansevenemang i Nederländerna. Mest känt är Sensation som arrangeras i två olika upplagor med ca 40 000 deltagare per kväll:
- Sensation White där alla deltagare måste vara klädda i vitt och musikstilen är trance och house, electro.
- Sensation Black där alla deltagare måste vara klädda i svart och musikstilen är hard trance, hardstyle och hardcore.

Man arrangerar fortfarande fester under namnet Innercity som drar ca 45 000 deltagare på Amsterdam RAI Congress Center. Förutom dessa fester så anordnar man Trance energy, Tiësto in Concert, Ambassador, Njoy, Soap och Shockers.
Förutom att arrangera fester så driver ID&T också ett skivbolag under samma namn.